# T'Kout
T'Kout (o Tkoutt) è un comune dell'Algeria, situato nella provincia di Batna.